# Jordan Hill (římsko-keltský chrám)
Jordan Hill, starověký chrám římsko-keltského typu, se nachází na kopci s vrcholem v nadmořské výšce 50 m v hrabství Dorset v jihozápadní Anglii. Leží na při mořském pobřeží nedaleko vesnice Preston, na východ od přímořského města Weymouth.

## Časové zařazení

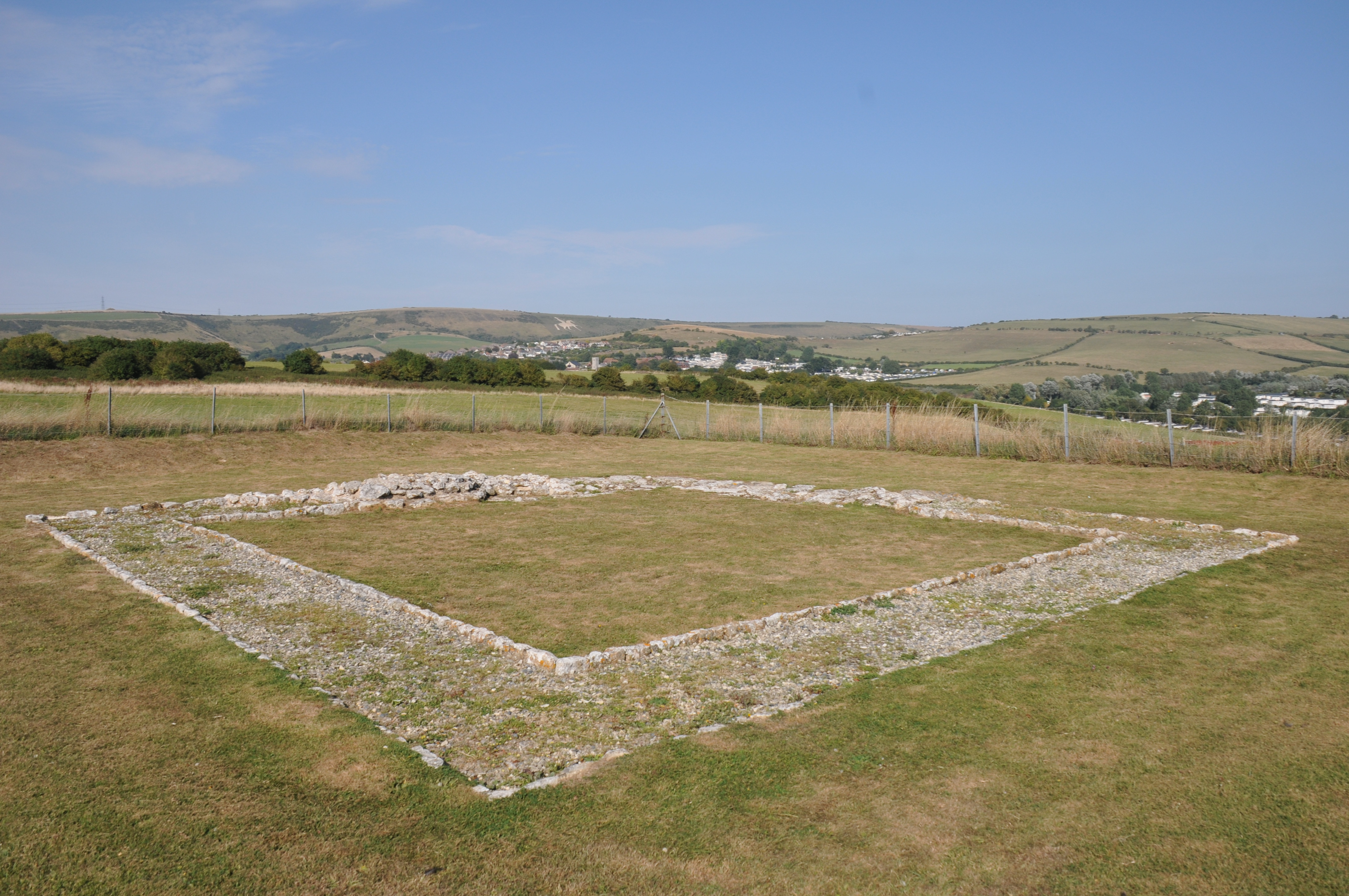
Čtvercový půdorys chrámu

Na kopci jsou pozůstatky římsko-keltského chrámu, který vybudovali v 1. století našeho letopočtu, mezi léty 69 až 79. Jeho zánik časově spadá do doby končící římské okupace, kdy přicházely velké změny hospodářské i společenské.

## Popis
Chrám byl malý, typu tehdy běžného v římské Británii: symetrický, s vyvýšenou cellou uprostřed (o ploše 6,8 metrů čtverečních) a měl nízký portikus se sloupy, které chrám obklopovaly ze všech stran. Půdorys měl čtvercový a vstupovalo se do něj pravděpodobně z jižní strany.
Chrám byl využíván i nativním způsobem.

## Doba moderní

### První nález
V roce 1812 při orbě pluh narazil na poklad. Ukázalo se, že jde o několik set římských stříbrných mincí, z nichž se ale jen několik časem dostalo do muzea hrabství v Dorchesteru.

### Archeologický výzkum

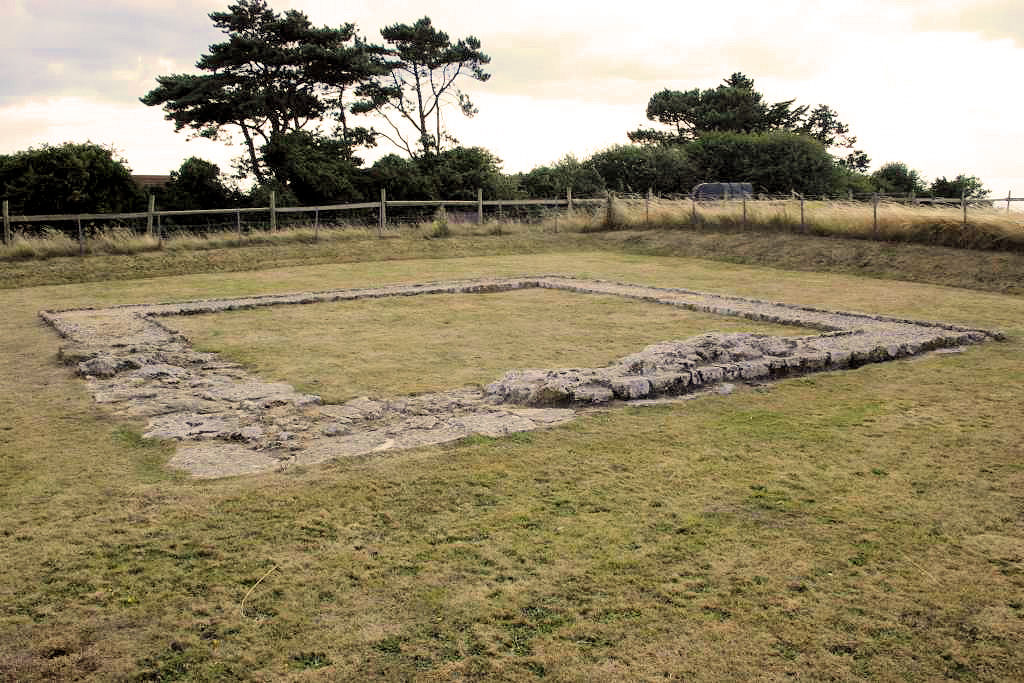
Pohled na pozůstatky římského chrámu Jordan Hill

První vykopávky na tomto místě provedl v roce 1843 archeolog amatér James Medhurst. Rok 1842 totiž byl velmi suchý, a za takových podmínek bývá na polích nebo loukách znát, co leží pod nimi. A protože se na kopci Jordan Hill toho léta neurodila pšenice, Medhurst se začal domnívat, že pod povrchem tam bývala rozsáhlá starověká stavba.
Nejdřív našel zbytky masivní kamenné zdi budovy ve tvaru čtverce, keramiku a mince zjevně římského původu. Vše konzultoval s profesorem Bucklandem, který vyslovil názor, že jde o římský chrám čtvercového půdorysu, přičemž uvnitř je cella, kdežto silná vnější stěna bývala peristylem, kolonádou běžného římsko-keltského typu. Ve 20. století se našly základy čtyř sloupů a později i hlavice pátého.
Objevily se také názory, že tato stavba mohla sloužit jako signální stanice nebo maják, který ukazoval cestu lodím, ale převážil názor prof. Bucklanda.
K zajímavým nálezům patří také velký počet býčích rohů a kostí v peristylu; očividně šlo o pozůstatky zvířat obětovaných božstvu, které tam Keltové uctívali.
Pod jihovýchodním rohem byla objevena jáma hluboká téměř čtyři metry, kde bylo 16 vrstev popela a dřevěného uhlí, ale v každé oddělené vrstvě ptačí kosti a malá mince. Jedna z tamějších mincí pocházela z doby vlády císaře Flavia Theodosia, posledního vládce celého římského impéria (léta 379–395).
Zeď kolem chrámu obklopovala plochu přibližně 30 metrů čtverečních. Tam bylo nalezeno mnoho kostí ptáků (káňat, vran, krkavců a špačků); také další mince ze 4. století.
Na sever od chrámu se nacházel velký hřbitov, kde bylo objeveno více než 80 koster, rozdělených do skupin podle rodin. Některé byly uloženy v dřevěných, jiné v kamenných schránách, s výbavou s různými pokrmy a osobními předměty. Mnoho hrobů obsahovalo více než jednu keramickou nádobu, zbraně (včetně šípů, meče, oštěpu a praku) a osobní předměty, například kruhový šperk, spony, korálky, hřebeny či náramky na paži. Pohřbeni tam byli jak místní obyvatelé, tak Římané. Některé z nálezů jsou vystaveny v muzeu v Dorchesteru. Profesor Buckland chrám připisoval Aeskulapovi (Asklepiovi), bohu léčitelství; chrám podle jeho názoru pravděpodobně užívali jak Britové, tak Římané. Následovaly série vykopávek ve 20. století, z nichž vyplynulo, že místo bylo využíváno zhruba od roku 69–79 až do konce 4. století (379–395, jak dokládá výše zmíněná mince z doby vlády císaře Theodosia).

### Poklad bronzových mincí nalezený poblíž
V blízkosti chrámu byl v roce 1928, 116 let po původním nálezu, učiněn další objev. Nalezené bronzové mince ležely volně v zemi, přikryté kamennou deskou. Stále jde o největší počet římsko-keltských bronzových mincí, který kdy byl nalezen Římské říši. Tehdejší známý numismatik F. S. Salisbury je podrobně popsal v Proceedings of the Dorset Archaeological Society. Britské muzeum potom mince svěřilo zvláště muzeím v Dorchesteru, Portlandu a Yeovilu. Poklad s více než 4 tisíci bronzových mincí pravděpodobně vznikl z obětin, které tato svatyně v průběhu mnohaleté existence obdržela.

### Podobný chrám v blízkém okolí
Základy podobného chrámu lze spatřit v nedalekém hradišti Maiden Castle.

## Správa lokality
Lokalitu Jordan Hill nyní spravuje britská kulturní nezisková organizace English Heritage v oploceném, ale přístupném areálu. Vstup zdarma. Psi byli v roce 2019 vítáni, drony zakázány.